# Julianna Gamiz
Julianna Gamiz (* 3. Januar 2012 in Honolulu, Hawaii) ist eine US-amerikanische Schauspielerin, die seit 2014 als Kinderdarstellerin in Erscheinung tritt.

## Leben und Karriere
Julianna Gamiz wurde am 3. Januar 2012 als Tochter von Edgar und Jacqueline Gamiz in Honolulu auf der Insel Oʻahu geboren und hatte ihre ersten nennenswerten Auftritte in Film und Fernsehen bereits im Jahre 2014, als sie erstmals in der Rolle der Isela Camayo in der Hulu-Serie East Los High zu sehen war. Als Isela Camayo, der Tochter von Ceci Camayo (gespielt von Danielle Vega), sah man sie bis zum Staffelfinale, das im Jahre 2017 als East Los High – The Movie ausgestrahlt wurde, in insgesamt 23 Episoden. Ebenfalls 2017 hatte sie einen Auftritt als Laura in Jake Orthweins Kurzfilm Cristina. Nach ihren diversen Fernsehauftritten als Kleinkind hatte sie ab 2018 auch ihren internationalen Durchbruch, als sie unter anderem im Jahre 2018 als Lita in Plötzlich Familie  mitwirkte. In dem Film spielt sie neben Isabela Moner und Gustavo Quiros eines der drei Pflegekinder von Pete (Mark Wahlberg) und Ellie (Rose Byrne). Ebenfalls 2018 war sie in der Komödie Making Babies, unter anderem mit Eliza Coupe und Steve Howey als Hauptdarsteller, zu sehen und spielte dabei den Charakter Lisa. Im 2018 erschienenen Kurzfilm RadKids! unter der Regie von Schauspieler Kenton Duty spielt sie Julianna The Adorable One. Seit 2018 tritt sie in unregelmäßigen Abständen auch in der US-Dramedy-Fernsehserie Jane the Virgin und mimte darin bis dato (Stand: Dezember 2019) in fünf Episoden eine jüngere Version des Haupt- und Titelcharakters Jane Gloriana Villanueva (gespielt von Gina Rodriguez). 2019 hatte sie Auftritte in jeweils einer Episode von Navy CIS: L.A. und The Kominsky Method.
Zusammen mit ihren Eltern und ihren beiden Geschwistern lebt Julianna Gamiz in der Stadt Downey im US-Bundesstaat Kalifornien. Im Jahre 2019 gewann sie die Wahl zur Athletic Little Miss Downey ihrer Heimatstadt.

## Filmografie (Auswahl)
Filmauftritte (auch Kurzauftritte)
- 2017: Cristina (Kurzfilm)
- 2018: Making Babies
- 2018: RadKids! (Kurzfilm)
- 2018: Plötzlich Familie (Instant Family)
- 2024: Unaufhaltsam (Unstoppable)

Serienauftritte (auch Gast- und Kurzauftritte)
- 2014–2017: East Los High (23 Episoden (inkl. East Los High – The Movie))
- 2018–2019: Jane the Virgin (5 Episoden)
- 2019: Navy CIS: L.A. (NCIS: Los Angeles, 1 Episode)
- 2019: The Kominsky Method (1 Episode)